# 대한민국 제20대 대통령 선거 후보 토론회
대한민국 제20대 대통령 선거의 TV 후보 토론회는 2022년 2월 3일부터 2022년 3월 2일까지 진행되었다.
이번 대통령 선거의 후보 토론회에서는 유력 주자로서 4자 구도를 이루고 있는 더불어민주당의 이재명 후보, 국민의힘의 윤석열 후보, 정의당의 심상정 후보, 국민의당의 안철수 후보가 중앙선관위원회 초청 토론회 자격을 갖추고 있다.
유력 대선 후보로서 더불어민주당의 이재명 후보, 국민의힘의 윤석열 후보간에 정당간 합의에 의한 양자토론이 추진되었으나, 법원은 안철수 후보와 심상정 후보측 가처분을 받아들여 방송을 금지했다. 이후 방송사에서는 주요 후보 4명을 초청한 비공식 토론회를 진행중이다. 더불어민주당과 국민의힘 간에 온라인 동영상 플랫폼을 이용한 주요후보 양자토론 논의가 있었으나 무산되었다.

## 일정
- 4개 주요 정당 대선 후보 토론회

| 차수 | 일시              | 주최               | 방송사                                    | 사회   | 주제 | 방식                                  |
| ---- | ----------------- | ------------------ | ----------------------------------------- | ------ | ---- | ------------------------------------- |
| 1차  | 2월 3일(목) 20시  | KBS, MBC, SBS      | KBS, MBC, SBS                             | 정관용 |      | 스탠딩 방식, 시간 총량제              |
| 2차  | 2월 11일(금) 20시 | 한국기자협회       | MBN, JTBC, 채널A, TV조선, 연합뉴스TV, YTN | 노동일 |      | 스탠딩 방식, 시간 총량제, 주도권 토론 |
| 3차  | 2월 21일(월) 20시 | 중앙선거관리위원회 | KBS, MBC, SBS                             | 박경추 | 경제 | 스탠딩 방식, 시간 총량제, 주도권 토론 |
| 4차  | 2월 25일(금) 20시 | 중앙선거관리위원회 | KBS, MBC, SBS                             | 편상욱 | 정치 | 스탠딩 방식, 시간 총량제, 주도권 토론 |
| 5차  | 3월 2일(수) 20시  | 중앙선거관리위원회 | KBS, MBC, SBS                             | 박태서 | 사회 | 스탠딩 방식, 시간 총량제, 주도권 토론 |

- 4개 주요 정당 외 대선 후보 초청 토론회

| 차수    | 일시              | 주최               | 방송사        | 사회   | 주제      | 방식            |
| ------- | ----------------- | ------------------ | ------------- | ------ | --------- | --------------- |
| 초청 외 | 2월 22일(화) 23시 | 중앙선거관리위원회 | KBS, MBC, SBS | 차미연 | 국정 전반 | 후보자 공약발표 |

## 방송사 초청 토론회

### KBS·MBC·SBS 공동 초청 토론회
2022년 2월 3일, KBS, MBC, SBS에서 공동 주최한 1차 토론회가 열렸다. 장소는 여의도 KBS 본사에서 진행되었다. 정관용 국민대 특임교수가 사회를 진행하였으며 주제는 부동산, 외교·안보, 일자리·성장으로 선정되었다.
윤석열 후보가 이재명 후보에게 성남시장 당시의 대장동 비리 논란으로 공격을 가하자 이 후보는 "이미 경기도지사 시절 국정감사 때 탈탈털어 검증했고 언론에서도 검증했던 사실"이라며 "이런 얘기로 시간 낭비하기보다는 국민들과 민생과 경제의 이야기를 많이 하는게 어떻겠냐"라고 윤 후보를 지적했다. 또한 이 후보는 "대장동 관련자들이 윤 후보보고 '내가 한마디만 하면 윤 후보는 죽는다'라고 말했다"라며 "나는 이익을 본 일이 없다, 윤 후보는 부친의 집을 그 관련자들이 사줬지 않느냐"라고 윤 후보의 공격을 맞받아쳤다. 이에 윤 후보는 "도대체 입장이 무엇이냐, '내가 안 한거다' 또는 '내가 한거지만 리스크가 크기 때문에 줄 수밖에 없다' 중에 입장이 무엇이냐"라며 이 후보를 공격했고 이 후보는 "윤 후보는 이거 생각해보았느냐, 저축은행 대출비리는 왜 봐줬을까, 우연히 김만배의 누나는 왜 아버지의 집을 샀을까"라고 질문하자 윤 후보는 "내 질문에 자꾸 다른 이야기를 하는 것을 보니 여기에 대해 답을 못한다"라며 이 후보를 공격했고 이 후보는 "여기는 특검을 하는 자리가 아니다"리며 윤 후보를 지적했다.
안철수 후보는 윤 후보를 향해 "청약점수의 만점이 몇 점인지 알고 있냐"라고 물어보자 윤 후보는 "40점으로 알고 있다"라고 답했고, 이에 안 후보는 "아니다, 84점이다"라고 지적했다. 그리고 안 후보는 윤 후보를 향해 "2021년 기준 서울지역 청약 커트라인이 어느 정도인지 알고 있냐"라고 질문하자 윤 후보는 "거의 만점에 다 돼야 하지 않느냐"라고 답했고 이에 안 후보는 62.6점이라고 지적했다.
또한 안 후보는 이 후보를 향해 "이 후보는 문재인 정권의 후계자가 맞느냐"라고 질문하자 이 후보는 "후계자가 아닌 새로운 정권을 만들려 하는 것이다"리고 답했다. 이에 안 후보는 "문 정권의 부동산 정책에 대해 몇점 주겠냐"라고 질문하자 이 후보는 "매우 잘못돼고 부족한 정책이었다"라고 답했다.
심상정 후보는 종부세 폐지를 공약한 윤 후보를 향해 "25억원짜리 주택에 사는 사람이 50만원 세금을 내는 것을 폭탄이라고 말하느냐"라고 지적하였고 이 후보를 향해 "이 후보는 투기 세력과 결탁한 공범이거나 아니면 활용당한 무능 둘중 하나이다"라며 대장동 비리 논란을 지적하였다.
이 후보가 "RE100에 대해서 어떻게 대응할 생각이냐"라고 질문을 하자 윤 후보는 "RE100이 무엇이냐"라며 이 후보에게 질문을 가했다. 이에 이 후보는 "재생에너지 100%다"라고 답하자 윤 후보는 "그 것이 현실적으로 가능하지 않다고 생각한다"라고 의견을 밝혔다. 또한 이 후보는 "EU텍소노미라는 새 제도가 논의되고 있는데 이 것에 대해서 원전 문제를 어떻게 대응할 것이냐"라고 질문하자 윤 후보는 "EU텍소노미를 들어본 적이 없다"라고 답했다.
이 후보는 윤 후보를 향해 "LTV 완화를 발표했는데 몇 퍼센트까지 완화할 계획이냐"라고 질문하자 윤 후보는 "공약 발표할 때에는 청년원가주택을 80%까지 완화할 계획이다"라고 말하였고 이 후보는 "90% 주장했냐, 아무 설명도 없이 80%를 주장하다가 갑자기 90%로 바꾸면 어쩌냐"라고 지적하자 윤 후보는 "90%로 바꾸지 않았다, 80%를 유지하고 있다"라며 "80%는 발표할 때부터 지금까지 80%를 유지하고 있다"라고 말했다.
심 후보는 윤 후보의 부인인 김건희의 안희정 전 충남지사 성추행 피해자 2차 가해에 대해 사과하라고 하자 윤 후보는 "내가 그러한 말을 한 것은 아니나 마음의 상처를 받았다면 나와 내 아내가 공적인 위치에 있으니 상처를 받으신 분에 대해서는 모든 분들에게 사과를 드리겠다"라고 말했다.